# Mercedes López-Baralt
Mercedes López-Baralt (Hato Rey, San Juan, Puerto Rico, 26 de septiembre de 1942) es un profesora e intelectual puertorriqueña. Una de las figuras más relevantes de la crítica literaria en el mundo hispanoamericano. Obtuvo la Maestría en Literatura en la Universidad de Puerto Rico y el Doctorado en Antropología en la Universidad de  Cornell, Nueva York. Ha sido profesora visitante en las universidades de Cornell (Nueva York), Emory (Georgia), Simón Bolívar (Quito), así como en la Casa de América, de Madrid.  Es miembro de número de la Academia Puertorriqueña de la Lengua Española y de la Real Academia Española.  Ha sido directora del Seminario de Estudios Hispánicos Federico de Onís y de la Revista de Estudios Hispánicos de la Universidad de Puerto Rico. Su hermana Luce López-Baralt también es profesora.

## Reconocimientos
- 2014. Profesora Emérita. Universidad de Puerto Rico, Recinto de Río Piedras

- 2013. Profesora Honoraria. Universidad de San Marcos, Lima, Perú

- 2001. "Humanista del Año". Fundación Puertorriqueña de las Humanidades.

- 2001. Medalla del Instituto de Cultura Puertorriqueña

- 2001. Doctorado Honoris Causa de la Universidad de Puerto Rico, donde se desempeña como catedrática.

- 1992. Curadora. Exhibición de los dibujos de Felipe Guamán Poma de Ayala. Conmemoración del Quinto Centenario del Descubrimiento de América. Sociedad de las Américas (Americas Society). Enero.

## Publicaciones

### Libros
- 2013. Una visita a Macondo. Manual para leer un mito. 2.ª Edición revisada y ampliada. San Juan, Puerto Rico: Ediciones Callejón, 2013.

- 2009. Orfeo mulato: Palés ante el umbral de lo sagrado. Río Piedras: Editorial de la Universidad de Puerto Rico.

- 2006. Llévame alguna vez por entre flores. San Juan: Isla Negra Editores.

- 2005. Para decir al Otro: literatura y antropología en nuestra América. Madrid: Iberoamericana.

- 1997. El barco en la botella: la poesía de Luis Palés Matos. Río Piedras: Editorial de la Universidad de Puerto Rico.

- 1993. Guamán Poma, autor y artista. Lima: Pontificia Universidad Católica del Perú. Fondo Editorial.

- 1992. La gestación de Fortunata y Jacinta: Galdós (Benito Pérez Galdós) y la novela como re-escritura. Río Piedras: Ediciones Huracán.

- 1988. Icono y conquista: Guamán Poma de Ayala. Madrid: Ediciones Hiperión.

- 1987. El retorno del Inca Rey: mito y profecía en el mundo andino. Madrid: Playor. Biblioteca de Autores de Puerto Rico.

- 1985. El mito taíno: Lévi-Strauss en las antillas. Río Piedras: Ediciones Huracán.

### Colaboraciones
- 2004. Literatura puertorriqueña del siglo XX: Antología. Río Piedras: Editorial de la Universidad de Puerto Rico. Mercedes López-Baralt, editora.

- 2004. La Poesie De Julia de Burgos, 1914-1953: Actes de Journees D'etudes Internationales D'Amiens. En colaboración con Carmen Vázquez y Francoise Morcillo. Francia: Indigo.

- 2003. De la herida a la gloria: La poesía completa de Clara Lair. San Juan: Terranova Editores. Mercedes López-Baralt, editora.

- 2003. 'Comentarios Reales' y 'La Florida', del Inca Garcilaso de la Vega. Madrid: Espasa-Calpe. Mercedes López-Baralt, editora.

- 2001. Sobre ínsulas extrañas: el clásico de Pedreira / Anotado por Tomás Blanco. Río Piedras: Editorial de la Universidad de Puerto Rico. Mercedes López-Baralt, editora.

- 1998. 'Crónica del '98: El testimonio de un médico puertorriqueño', de Esteban López Giménez. En colaboración con Luce López-Baralt. Madrid: Ediciones Libertarias.

- 1996. Las cartas de Arguedas (José María Arguedas). Edición de John V. Murra y Mercedes López-Baralt. Lima: Pontificia Universidad Católica del Perú.

- 1993. Tuntún de pasa y grifería. San Juan: Instituto de Cultura Puertorriqueña. Mercedes López-Baralt, editora.

- 1990. La iconografía política del Nuevo Mundo. San Juan: Editorial de la Universidad de Puerto Rico. Mercedes López-Baralt, editora.

### Prólogos
- 2006. Prólogo a Sobre todo tus silencios, de Juanmanuel González Ríos. San Juan: Isla Negra Editores.

- 2005. "El vuelo del quetzal: el 'Canto de la locura', de Francisco Matos Paoli". Prólogo a El vuelo de la locura. San Juan: Terranova Editores. Ángel Darío Carrero, editor.

- 1998. "La fiesta de Reyes". Prólogo a El arpa imaginaria, de Edwin Reyes. Río Piedras: Editorial de la Universidad de Puerto Rico.

- 1996. Prólogo a Ángeles apócrifos en la América virreinal, del antropólogo peruano Ramón Mujica Pinilla. Perú: Fondo de Cultura Económica.